# Estádio do Maxaquene
Estádio do Maxaquene ― stadion piłkarski w Maputo. Drużyną rozgrywającą spotkania na tym stadionie jako gospodarz jest C.D. Maxaquene. Stadion może pomieścić 15 tys. kibiców. Został zbudowany w 1920 roku. Murawa na boisku jest z naturalnej trawy. Boisko ma 105 metrów długości i 68 metrów szerokości. 